# الساندرو الوتری
الساندرو الوتری (انگلیسی: Alessandro Eleuteri؛ زادهٔ ۸ ژوئن ۱۹۹۸) بازیکن فوتبال است.
از باشگاه‌هایی که در آن بازی کرده‌است می‌توان به باشگاه فوتبال آسکولی اشاره کرد.
وی همچنین در تیم‌های ملی فوتبال زیر ۱۶ سال ایتالیا و زیر ۱۷ سال ایتالیا بازی کرده‌است.